# Kiefferiola panteli
Kiefferiola panteli är en tvåvingeart som först beskrevs av Jean-Jacques Kieffer 1909.  Kiefferiola panteli ingår i släktet Kiefferiola och familjen gallmyggor.
Artens utbredningsområde är Spanien. Inga underarter finns listade i Catalogue of Life.